# Coming out
A coming out vagy coming-out angol kifejezés, magyarul előbújás, vagy néha önfelvállalás) arra utal, amikor valaki elmondja egy másik embernek, vagy nyilvánosan felvállalja, hogy leszbikus, meleg, biszexuális, transznemű (LMBT).
Az angol kifejezés (ejtsd [kʌmɪŋ aʊt]) szó szerint „kijövetel”-t, „előjövés”-t, előbújást jelent (ti. a rejtőzködésből). Magyarítása (előbújás) napjainkban terjedt el, bár számos verzió felmerült ezelőtt is: többek közt az előjön, előrukkol, előhozakodik, felvállalja magát, színt vall, bevall, kiáll, bejelent stb. – bár ezek némelyike vonzatot is megkívánhat, amely megadja, mit mond el, ill. honnan jön elő.
A coming out kifejezés ritkábban átvitt értelemben (a szexuális irányultságtól és a nemi identitástól függetlenül) is használatos másfajta, népszerűtlen vagy kevéssé ismert tulajdonságok bevallására, például ha valaki ateista vagy vegetáriánus.

## Indítéka
Az előbújásra leginkább azért van szükség, mert az LMBTQ embereknek is igényük van, vagy lehet arra, hogy családtagjaikkal, barátaikkal, ill. a kollégáik körében őszinték lehessenek, ne kelljen titkolózniuk, rejtőzködniük előttük, ne kelljen megjátszaniuk magukat és félrevezetniük azokat, akik fontosak számukra. Ennek elsősorban akkor jöhet el az ideje, amikor az érintett már aktív, életvitelszerű párkapcsolatot tart fenn valakivel a saját neméből, és egy párkapcsolat nehezen, vagy sehogyan sem eltitkolható volta miatt legkésőbb ekkor kénytelen az illető színt vallani, egyúttal a beismeréssel a partnerének és a vele való kapcsolatának is elfogadottságot szerezni. Az őszinteség hiánya és a kényszerű képmutatás nyomasztó hatású lehet az érintettekre, sok energiát felemészthet részükről és ronthatja egészségüket, teljesítőképességüket, munkabírásukat.

### A „heteroszexuális feltételezés”
A mai társadalomban az emberek általánosan azt feltételezik, hogy mindenki heteroszexuális és/vagy cisznemű (a társadalmi neme egyezik a biológiai nemével), így a leszbikus, meleg, biszexuális, transznemű és queer embereknek folyamatosan el kell dönteniük, hogy mely szituációkban és kiknek a hibás feltételezéseit akarják kijavítani, szexuális orientációjuk és/vagy nemi identitásuk közlésével.
Minden új szituációban és minden új emberrel, akivel találkoznak, újra el kell dönteniük, hogy előbújjanak-e vagy ne. Sok LMBTQ személynek nehézséget okoz csak továbblépni és nem elmondani az igazat.

### Kutatási eredmények
Annak ellenére, hogy egy 2010-es magyarországi kutatás során a megkérdezettek 85%-a értett egyet azzal az állítással, hogy “az ember nem élhet teljes életet, ha nem vállalja fel nyíltan szexuális irányultságát”, több  mint 54%-uk mégsem bújt elő szüleinek. A megkérdezettek mindössze 17%-a bújt elő a munkahelyén és 82% számolt be arról, hogy heti rendszerességgel fordulnak elő magánbeszélgetésekben párkapcsolati témák. Ebből adódóan 59%-uk került már olyan helyzetbe, hogy hazudott munkahelyén párja neméről.

## Lehetséges pozitív és negatív hatásai
Ritkán lehet megjósolni, hogy egy efféle bejelentés milyen hatással lesz a másikra és a két ember kapcsolatára, mennyit nyernek és mennyit veszítenek vele, ezért többnyire igen nehéz meghozni ezt a döntést. A két ember személyes kapcsolata legalább olyan fontos, mint a célszemély vallási, világnézeti felfogása.
A coming out jó esetben lebonthatja a távolságtartás miatt létrejött falakat, és mélyebb barátság forrása lehet. Rossz esetben azonban értetlenséget, haragot, elhidegülést szülhet, előfordulhat becsmérlés, bántalmazás, vagy akár egyszer s mindenkorra kitagadhatják az érintettet.
Mérlegre kell tenni, melyik megoldás lehet vállalható hosszú távon: a jó kapcsolat, amely színlelésre épül, vagy pedig az őszinteség, amely küzdelemmel és kockázattal jár. Nincs egyetemes recept rá, mikor érdemes a coming outhoz folyamodni: ez messzemenően az egyéni tényezőktől függ.

## Ajánlott irodalom
- Betty Fairchild és Nancy Hayward: Most, hogy tudod. Útmutató meleg és leszbikus fiatalok szüleinek (Göncöl Kiadó, Budapest, 2002)
- Szenteh Natália: És ha a te gyereked lenne homoszexuális? (Masculus Kiadó, Budapest, 2005)
- Fischer Eszter: Meleg a gyerekem?! (Saxum Kiadó, Budapest, 2010) – ismertető